# Програм Буран
Програм Буран (рус.: Бура́н) назив је за совјетски свемирски пројекат чији је крајњи циљ било стварање свемирске летелице за вишекратну употребу — ракетоплана. Сама реч бура́н значи снежна олуја или бура. Пројекат је започет 1976. као одговор на амерички пројекат спејс-шатлова. Пројекат Буран је званично обустављен 30. јуна 1993. године од стране тадашњег руског председника Бориса Јељцина. Са потрошених 20 милијарди рубаља, пројекат Буран сматра се најскупљим пројектом у историји совјетског истраживања свемира.

## Позадина
Већ крајем педесетих година 20. века, у оквиру совјетског програма за истраживање свемира, створене су идеје за стварање свемирске летелице за вишекратну употребу. Програм Буран сматра се директним наставком програма Бурје чији је циљ био стварање алтитудног млазњака. Програм Бурје прекинуо је Централни комитет Совјетског Савеза. Неколико година касније, покренут је нови програм, Звезда, а само неколико година касније је и тај програм био прекинут.

## Историја
Програм Буран се сматра као директни одговор Совјетског Савеза на амерички програм Спејс-шатла.
Главна одговорност за развој Бурана представља научно-производни институт Молнија. Инжењери при Молнији су фаворизирали производњу мање носне ракете за саму летелицу, док је војно руководство СССР-а желело производњу веће носне ракете која би имала исту величину као и носна ракета која се користила за амерички Спејс-шатл.
Конструкција саме летелица почела је 1980. године. Током јула 1983, Молнија је провела више ваздушних тестова на моделу летелице тзв. БОР-5. Каснији ваздушни тестови су вршени на моделној летјелици ОК-ГЛИ чија је производња завршена 1984. За разлику од америчких тестова, при којима су летелице биле испуштане из других авиона, совјетски инжењери су на ОК-ГЛИ летелицу монтирали млазне моторе који би били угашени након што би летелица достигла жељену висину. После 24 пробна лета, тестови на ОК-ГЛИ летелици су приведени на крају због дотрајалости.

## Летови
Први и једини орбитални лет Буран летелице догодио се тачно у 3 сата по координираном светском времену 15. новембра 1988. године. Летелица је лансирана уз помоћ носне ракете која је посебно направљена за ову прилику. После два круга око Земље и тачно 216 минута у Земљиној орбити, летелица је извршила аутоматско приземљавање на космодрому Бајконур у данашњем Казахстану.

## Прекид програма
После првог орбиталног лета, програм је прекинут због недостатка средстава и политичких превирања у тадашњем Совјетском Савезу. Летелице Птичка и Летелица 2.01, које је требало лансирати  1990. и 1992. године никада нису завршене. Програм је званично прекинут 30. јуна 1993. од стране тадашњег руског председника Јељцина. Сматра се да је Совјетски Савез до дана прекида програма потрошио преко 20 милијарди рубаља на пројекат Буран.
У неким круговима су се појавиле гласине да разлог обуставе програма није био недостатак материјалних средстава него технички неуспеси совјетског програма. Према овим истим гласинама, прва Буран летелица је у свом првом орбиталном тесту тешко оштећена и није се могла користити за нове тестове. Данас се сматра да ова хипотеза није вероватна. Снимци и фотографије који приказују летелицу како слеће и непосредно пре слетања не указују ни на каква мања или већа оштећења.
Буран SO модул свемирске станице Мир, који је требало да служи за спајање Буран летелица и станице, је касније модификован за потребе америчких Спејс-шатл ракетоплана.

## Будућност
Носне ракете за програм Буран, као и сама летелица, су растављени и сматра се да није вероватно да ће Русија у скорије време наставити рад на овом програму или програму сличном Бурану.